# 堺三保
堺 三保（さかい みつやす、1963年9月19日 - ）は、日本のSF作家、翻訳家、脚本家。
SF・ミステリー・アメコミ・アメリカTVドラマの評論家。関西大学SF研究会OB。

## 経歴・人物
大阪府生まれ。大阪府立三国丘高等学校卒業。関西大学工学部電子工学科・修士課程修了。
NTTに勤務し人工知能の研究者を経て、フリーになる。SF、ファンタジー小説の解説、翻訳をする一方、アニメのSF設定や脚本も手がける。2007年から3年間、南カリフォルニア大学大学院映画学部の映画制作コースに留学した。
Live Wireでの定期イベント「池澤春菜＆堺三保のSFなんでも箱（Anything Box)」を声優・エッセイストの池澤春菜とともに行っている。
2018年、自身が監督する実写映画製作のクラウドファンディングを行い、映画制作支援クラウドファンディングの国内史上最高額、1900万円達成。2021年に、制作・監督・脚本の短編映画『オービタル・クリスマス』として発表。なお同作のノベライゼーションを、上記池澤春菜が発表し、第52回星雲賞日本短編部門を受賞した。
「考証ブラザーズの科学とSFトーク」を鹿野司、白土晴一との3名で行っていたが、鹿野の死去後は白土との2名で継続。
日本推理作家協会会員。また、2021年4月より、日本SF作家クラブ会員。変格ミステリ作家クラブ会員。

## 著作

### 著書
- 『宇宙貨物船レムナント6　SF映画のつくりかた』（添野知生との共編・著、佐々木淳編、ワイズ出版） 1996
- 『星方武侠アウトロースター　雲海のエルドラド』（集英社） 2000

#### ノベライズ
- 『ダイ・ハード4.0』（マーク・ボンバック、編訳、扶桑社、扶桑社ミステリー) 2007

### 訳書

#### ワイルド・カード
- 『ワイルド・カード（英語版）　大いなる序章』（ジョージ・R・R・マーティン編、共訳、創元SF文庫） 1992
- 『ワイルド・カード　宇宙生命襲来』（ジョージ・R・R・マーティン編、共訳、創元SF文庫） 1993
- 『ワイルド・カード3　審判の日』（ジョージ・R・R・マーティン編、共訳、創元SF文庫） 1994

#### ヘルボーイ
- 『ヘルボーイ：妖蛆召喚』（マイク・ミニョーラ、ダークホースコミックス、アウルズ・エージェンシー監修、ジャイブ） 2004
- 『ヘルボーイ：人外魔境』（マイク・ミニョーラ、ダークホースコミックス、アウルズ・エージェンシー監修、ジャイブ） 2006
- 『ヘルボーイ 1 破滅の種子 / 魔神覚醒』（マイク・ミニョーラ、小学館集英社プロダクション） 2010
- 『ヘルボーイ 2 縛られた棺 / 滅びの右手』（マイク・ミニョーラ、海法紀光、添野知生共訳、小学館集英社プロダクション） 2010
- 『ヘルボーイ：妖蛆召喚』（マイク・ミニョーラ、ヴィレッジブックス） 2014

#### シン・シティ
- 『シン・シティ 1 (The Hard Goodbye & A Dame to Kill For) 』（フランク・ミラー、小学館集英社プロダクション） 2014
- 『シン・シティ 2 (The Big Fat Kill & That Yellow Bastard)』（フランク・ミラー、小学館集英社プロダクション） 2014
- 『シン・シティ 3 (Family Values & Booze, Broads, & Bullets)』（フランク・ミラー、小学館集英社プロダクション） 2015
- 『シン・シティ 4 (Hell and Back)』（フランク・ミラー、小学館集英社プロダクション） 2015

#### 他アメリカン・コミック
- 『X-メン』（2、4（共訳）、6、9、12、14（共訳））、小学館集英社プロダクション
- 『キャプテン・アメリカ/ウィンター・ソルジャー』（エド・ブルベイカー、スティーブ・エプティング、小学館集英社プロダクション） 2011
- 『WE3 (ウィースリー)』（グラント・モリソン、フランク・クワイトリー、小学館集英社プロダクション） 2012
- 『2ガンズ』（スティーブン・グラント、マテウス・サントラウコ、小学館集英社プロダクション） 2013
- 『R.I.P.D.（アール・アイ・ピー・ディー）』（ピーター・M・レンコフ、ルーカス・マランゴン、ランディ・エンバリン、小学館集英社プロダクション） 2013

#### その他
- 『HAL伝説』（デイヴィッド・G・ストーク編、日暮雅通監訳、共訳、早川書房） 1997
- 『SF大百科事典』（ジョン・クルート編著、高橋良平監修、共訳、グラフィック社） 1998
- 『アルフレッド・クロップの奇妙な冒険』（リック・ヤンシー、ソフトバンククリエイティブ） 2006
- 『ウルフマン』（アンドリュー・ケヴィン・ウォーカー、デイヴィッド・セルフ、早川書房、ハヤカワ文庫FT) 2010

## 脚本

### アニメ
- 『機動戦艦ナデシコ』 20話
- 『星方武侠アウトロースター』 14話・22話
- 『アキハバラ電脳組』 14話・22話
- 『南海奇皇』 33話・34話
- 『地球防衛企業ダイ・ガード』 9話
- 『女神候補生』 10話・13話
- 『ラブひな』 9話・15話
- 『無敵王トライゼノン』 7話・8話・14話・18話（第10話においてナレーション役も担当）
- 『i -wish you were here-』 4話（高橋ナツコ、中村寛之両と共作）
- 『スパイラル －推理の絆－』 5話・17話・22話（高橋ナツコと共作）
- 『ギャラクシーエンジェル』（第3期）23話・35話
- 『宇宙のステルヴィア』 3話・6話・9話・10話・16話・21話・24話
- OVA『トップをねらえ!』DVD第3巻 おまけ映像
- 『地球へ…』4話
- 『ISLAND』 3話（SF設定も担当）
- 『スター・ウォーズ: ビジョンズ』 1話
- 『闘神機ジーズフレーム』 3話・5話・9話・11話（SF設定考証も担当）
- 『ヤキトリ』
- 『ばいばい、アース』5話・6話・9話
- 『メタリックルージュ』9話（根元歳三と共同）

### ラジオ・CDドラマ脚本
- 『天狗陰陽道』（原作含む）
- 『地球防衛企業ダイ・ガード　実録!?21世紀警備保障新年度大宴会』（共作）

### ゲーム脚本
- 『機動戦艦ナデシコ The blank of 3 years』 シナリオ2「虚空の「遺産」」
- 『新世紀エヴァンゲリオン 綾波育成計画』（一部）

## 出演
- 『WOWOWぷらすと』（WOWOW） - 添野知生とともに「SFおじさんズ」として出演